# Moldindconbank
Moldindconbank SA este o bancă comercială din Republica Moldova. Banca a fost înființată în anul 1959, la Chișinău.

## Istorie
Banca comercială, Moldindconbank este una din cele mai vechi și mai mari bănci din Republica Moldova. Banca și-a început activitatea la 1 iulie 1959 în calitate de filială a Stroibank-ului sovietic, sarcinile de bază ale căreia erau finanțarea construcțiilor obiectelor industriale, întreprinderilor complexului energetic, magistralelor de transport.
La 25 octombrie 1991, conform deciziei Adunării de Constituire, banca a fost reorganizată în Banca Comercială pe Acțiuni pentru Industrie și Construcții, BC "Moldindconbank" S.A.
În 2019, Guvernul Republicii Moldova a achiziționat un pachet de 63,89% din acțiunile băncii, în valoare de 760,11 milioane lei, de la fostul proprietar, controversatul om de afaceri Veaceslav Platon.
În 2025, Moldindconbank a încheiat un parteneriat cu Salt Edge, furnizor de soluții tehnologice pentru open banking, în vederea implementării cerințelor legislative privind directiva europeană privind serviciile de plată (PSD2), adaptată la cadrul juridic din Republica Moldova. Colaborarea a vizat dezvoltarea infrastructurii necesare pentru partajarea securizată a datelor cu terți autorizați, în conformitate cu standardele stabilite de reglementările în vigoare.